# Donald Rumbelow
Den engelske polismannen Donald Rumbelow, född 1940, är känd för att vara en av ledande experterna på den olösta mordgåtan "Jack uppskäraren". Han har bland annat skrivit The complete Jack the Ripper som utgavs 1975 (andra reviderade upplagan 1988).

## Böcker på svenska
- 1978 - Jack Uppskäraren : fakta i målet ISBN 91-7406-124-0
- 1982 - Galgarnas London : rättvisans tre tvärbjälkar - lagen, domen, straffet ISBN 91-85040-90-8